# Skalny wodospad Šomoška

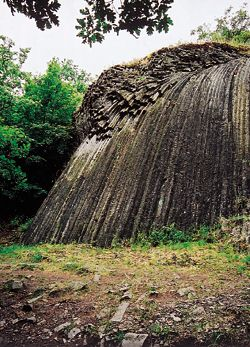
Skalny wodospad

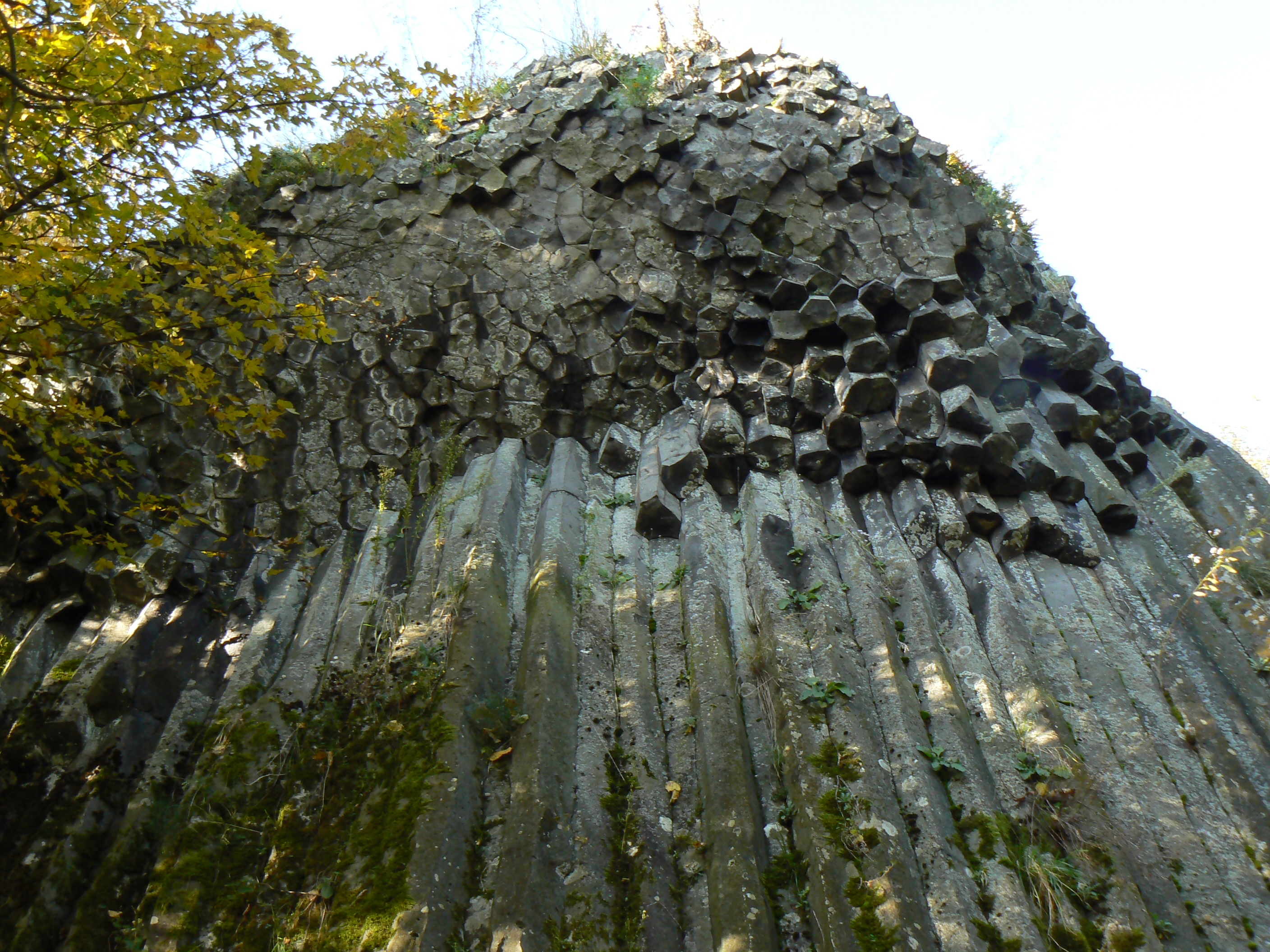
Pięcio- i sześcioboczne bazaltowe kolumny

Skalny wodospad (słow. Kamenný vodopád, węg. A somoskői bazaltorgonák) – niezwykły obiekt przyrody nieożywionej (przykład zastygnięcia lawy bazaltowej), zwany skalnym lub kamiennym wodospadem, znajdujący się w południowej Słowacji, około 12 kilometrów na południe od miasta Fiľakovo, na obszarze Cerovej vrchoviny. W pobliżu przebiega granica słowacko-węgierska. Obiekt odkryto przypadkowo, podczas budowy gotyckiego zamku Šomoška.

## Położenie
Obiekt położony jest bezpośrednio przy szlaku turystycznym i ścieżce dydaktycznej; w odległości ok. 1,5 km (30 min) od miejsca parkingowego na Słowacji lub ok. 400 m (10 min) od miejsca parkingowego po stronie węgierskiej.
Wodospad znajduje się w granicach Narodowego Rezerwatu Przyrody Šomoška (Národná prírodná rezervácia Šomoška) oraz transgranicznego (słowacko-węgierskiego) Geoparku Novohrad-Nógrád (wizerunek wodospadu, podobnie jak gotyckich ruin jest elementem loga geoparku).

## Geneza
Skalny wodospad powstał ok. 4 mln lat temu (pliocen), w wyniku zastygnięcia lawy bazaltowej. Położony jest na wschodnim zboczu wzgórza zamkowego, które tworzy bazaltowy nek o wymiarach 160 × 130 m. Pięcio- i sześcioboczne kolumny (tzw. cios słupowy lub kolumnowy), powstające podczas powolnego chłodzenia, są typowe dla bazaltu. Jednakże tak idealne wykształcenie i charakterystyczne wygięcie, prezentowane przez skalny wodospad, stanowi unikat w skali europejskiej.
Poszczególne kolumny mierzą 15–20 cm szerokości. Nachylone są pod kątem 60–80°, prostopadle do ówczesnej powierzchni chłodzenia. Cały wodospad ma ok. 9 m wysokości i 15 m szerokości.
Bazalty Cerovej vrchoviny są przejawem ostatniej fazy zjawisk wulkanicznych, które, z różnym natężeniem, występowały w wielu rejonach Karpat od kredy po czwartorzęd. Aktywność wulkaniczna związana była z formowaniem się orogenu karpackiego.